# Exochus semiflavus
Exochus semiflavus là một loài tò vò trong họ Ichneumonidae.